# ヴェルボヴェ (ザポリージャ州ポロヒ市)
- ヴェルボヴェ (BBCの日本語サイト)
- ベルボべ (日経、東京新聞のオンライン記事)

ヴェルボヴェ (ウクライナ語: Вербо́ве、発音例、英語: Verbove) は、ウクライナのザポリージャ州ポロヒ市(Поло́гиの発音例)ポロヒ・フロマーダの村落。
人口は1,246人(2001年時点)。小さなヴェルボヴァ川(Вербова)の岸にある。川は村の北から西に流れ、オリヒウに至り、そこでキンスカ川(Кінськаと合流する。
村はロボティネ(ウクライナ語: Робо́тине、英語: Robotyne)の東、約10kmに位置している。

## 歴史
1790年に村はポルタヴァ州からの移民によって設立された。
1930年代初頭に人為的に引き起こされた大飢饉のホロドモールの結果、村の269人が死亡した。

### ロシアのウクライナ侵攻
2022年2月末、ヴェルボヴェはロシア軍に占領された。
2022年6月、ロシア軍は、972人の赤軍兵士が埋葬されている集団墓地の上に建っていた記念碑『悲しみの母』を破壊した。

2023年のウクライナ反攻中の2023年8月30日、ウクライナ軍はヴェルボヴェ北西郊外に進入した。

## 画像

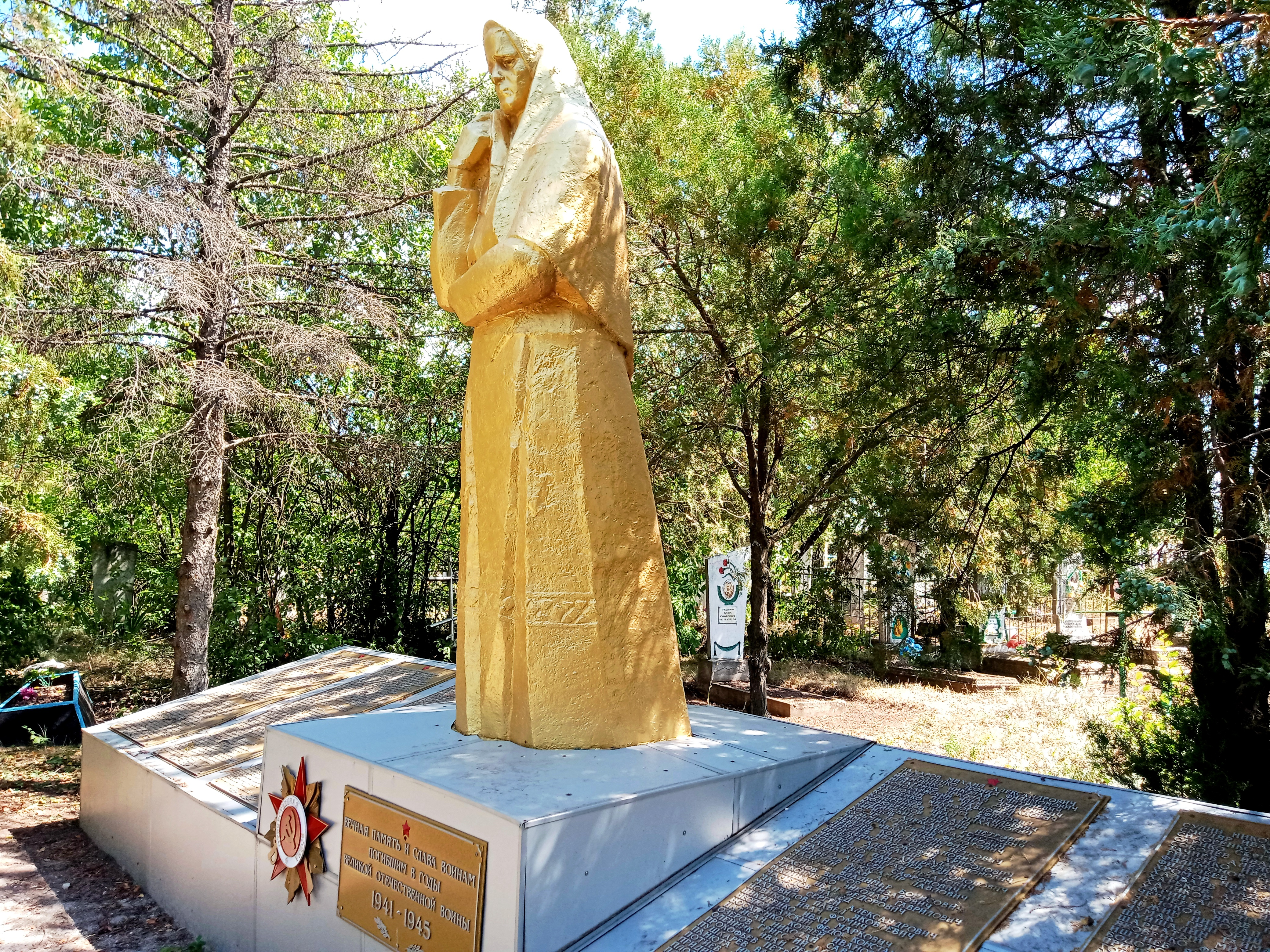
ロシア軍に破壊される前の記念碑。撮影は2020年6月。